# Sativanorte
Sativanorte è un comune della Colombia facente parte del dipartimento di Boyacá.
Il centro abitato venne fondato da Josepha de Castaño nel 1633, mentre l'istituzione del comune è del 15 marzo 1934.